# Alex Munroe
Alex Munroe, född 14 augusti 1908, död 3 oktober 1987, var en friidrottare från Kanada. Han deltog vid olympiska sommarspelen 1928.